# Minderwert
Der Minderwert ist im Schadensersatzrecht der geringere Wert, den der Markt einer beschädigten Sache (merkantiler Minderwert) nach ihrer Reparatur über den wegen nicht behebbarer Mängel verbliebenen technischen Minderwert hinaus bereits wegen des Risikos verborgener Mängel gegenüber einer vergleichbaren unbeschädigten Sache beimisst. Er wird vor allem im Zusammenhang mit der Regulierung von Unfallschäden bei Kraftfahrzeugen verwendet. In der Umgangssprache ist häufig von Wertminderung die Rede, obwohl hierunter ein anderer Sachverhalt zu verstehen ist.

## Allgemeines
Der Minderwert ist ein fiktiver Wert. Er soll berücksichtigen, dass ein Kraftfahrzeug nach einer unfallbedingten Reparatur als sogenanntes Unfallfahrzeug einen geringeren Wert auf dem Gebrauchtwagenmarkt hat als ein unfallfreies Fahrzeug. Gemäß der Rechtsprechung des Bundesgerichtshofs sind der technische und der merkantile Minderwert zu unterscheiden und der Schadensumfang sowie das Fahrzeugalter zu berücksichtigen.
Verliert ein Fahrzeug durch eine Reparatur die Qualität der Vorschadensfreiheit, sinkt sein Marktwert im Vergleich zu einem vorschadensfreien Fahrzeug. Von älteren, länger im Betrieb stehenden Fahrzeugen erwartet der durchschnittliche Käufer nicht mehr, dass sie vorschadensfrei sind, das rechtlich zu bewertende „Misstrauen und Unbehagen“ potenzieller Käufer ist dann nicht mehr gegeben. Wertminderungsempfindliche Käufer meiden ältere Fahrzeuge nach mehreren Besitzern. Die Schätzung des Minderwerts erfolgt meist rechnerunterstützt.

## Rechtsfragen
Den Rechtsbegriff des Minderwerts gibt es im Schadensersatzrecht des BGB. Im Regelfall geht § 249 Abs. 1 BGB davon aus, dass der Schädiger den Schaden an einer Sache durch deren fachgerechte Reparatur vollständig zu beseitigen hat (Naturalrestitution). Dennoch kann es vorkommen, dass der Verkehrswert einer ordnungsgemäß reparierten Sache geringer ist als der einer unbeschädigten Sache. Das kommt insbesondere bei Kraftfahrzeugen zum Ausdruck, bei denen der Verkehrswert eines „Unfallwagens“ geringer ist als der eines vergleichbaren unfallfrei gefahrenen. Führt auch eine teilweise Unmöglichkeit oder Unzumutbarkeit nicht zu einer vollständigen Schadensbeseitigung, so kann der Geschädigte den Ersatz des merkantilen und/oder technischen Minderwerts verlangen.
- Ein merkantiler Minderwert ist anzunehmen, wenn ein potenzieller Käufer einer reparierten Sache wegen des Verdachts verborgen gebliebener Mängel oder wegen der Sorge um Spätfolgen aus der Beschädigung oder aus den Reparaturarbeiten einen Abschlag vom Kaufpreis verlangen kann.[1] Er beruht darauf, dass eine beschädigte Sache Mängel von einigem Gewicht aufweist, die trotz einwandfreier Reparatur vom Markt geringer bewertet wird als eine mangelfreie.[2] Dieser merkantile Minderwert wird nach § 251 Abs. 1 Alt. 2 BGB durch einen Zuschlag zu den Reparaturkosten ausgeglichen.
- Ein technischer Minderwert liegt vor, wenn auch eine fachgerecht durchgeführte Reparatur nicht zu einer vollständigen Beseitigung des Schadens führt oder wenn der Geschädigte sich infolge seiner Schadensminderungspflicht mit einer nicht perfekten Schadensbehebung zufriedengeben muss (§ 251 Abs. 1 Alt. 2 BGB). Aus § 254 Abs. 2 BGB kann sich im Einzelfall die Verpflichtung des Geschädigten ergeben, sich mit einer mangelhaften Reparatur zufriedenzugeben, weil eine einwandfreie Reparatur unverhältnismäßig mehr kosten würde. Es kann dann eine durch die erkennbare Ungleichmäßigkeit verursachte Wertminderung verbleiben. Nach § 249 Abs. 1 BGB hat der Geschädigte aber ein Recht auf völlige Wiederherstellung, so dass er in solchen Fällen wenigstens die verbliebene Wertminderung, die auch im gesunkenen Verkaufswert des Fahrzeugs ihren Niederschlag findet, ersetzt werden kann.[3]

### Merkantiler Minderwert bei Kraftfahrzeugen
Der merkantile Minderwert bezieht sich auf den theoretischen Wertverlust, welcher beim Verkauf des Autos anfallen würde. Unter dem Aspekt, dass zwei identische Gebrauchtwagen im Markt angeboten werden, erzielt das unfallfreie Fahrzeug in aller Regel einen besseren Verkaufspreis als das reparierte Fahrzeug. Gerichte berechnen die Wertminderung in schwierigen Fällen mit Hilfe eines Sachverständigengutachtens. Die Berechnung muss neben Alter des Kfz, Kilometerstand, Wiederbeschaffungswert und Reparaturkosten auch den Zustand des Fahrzeuges, Anzahl der Vorbesitzer, Anzahl der Vorschäden und vor allem die Marktgängigkeit berücksichtigen. In der in Österreich etablierten Formel nach Sacher-Wielke werden diese Faktoren berücksichtigt.
In der älteren Rechtsprechung wurde die Auffassung vertreten, Wertminderung könne nur bis zu einem Alter des Fahrzeugs von höchstens fünf Jahren und einer Laufleistung von bis zu 100.000 km gewährt werden. Diese Auffassung gilt heute als überholt, da diese Begrenzungen zu Zeiten (1960er Jahre) eingeführt wurden, in denen Fahrzeuge kaum älter als 10 Jahre wurden und auch kaum mehr als 100.000 km hielten. Das heißt, bei guten Fahrzeugzuständen können auch ältere Fahrzeuge merkantile Wertminderungen erleiden. Das LG Berlin hat im Juni 2009 sogar für ein elf Jahre und drei Monate altes Auto mit einer Laufleistung von 183.502 km einen merkantilen Minderwert bejaht. Eine konkrete Entscheidung des BGH zu dieser Frage steht noch aus, allerdings hat er bereits in seiner Entscheidung vom November 2004 zu erkennen gegeben, diese Grenzen ebenfalls nicht mehr für zwingend zu halten.
Nicht als Minderwert bezeichnet wird eine mangelhaft ausgeführte Reparatur. Ist die Instandsetzung nicht einwandfrei ausgeführt worden, muss der Fahrzeughalter im Rahmen einer Mängelrüge im Reparaturbetrieb reklamieren.

### Technischer Minderwert bei Kraftfahrzeugen
Eine technische Wertminderung liegt vor, wenn es nicht möglich ist, das Fahrzeug wieder in denselben technisch funktionsfähigen Zustand zu versetzen, den es vor dem Unfall hatte. Es bleibt mithin also noch ein Schaden zurück, der nicht repariert werden kann. Der technische Minderwert kann sich auf die Gebrauchsfähigkeit, die Betriebssicherheit oder das Aussehen des Fahrzeugs beziehen. Automobile heutiger Bauart können durch qualifizierte Karosseriebetriebe in aller Regel technisch einwandfrei instand gesetzt werden. Rückverformung statt Austausch, besonders tragender Fahrzeugteile ("Rahmen") etwa auf Richtbänken, ist ein zulässiger Instandsetzungsweg. Bei starken Beschädigungen, die keine vollständige Rückverformung zulassen, sind die betroffenen Bauteile jedoch auszutauschen. Sind die beschädigten Rahmenteile aus hochfesten Stählen ausgeführt, kann durch Rückverformen die Metallstruktur verändert und die Festigkeit herabgesetzt werden. Auch in diesem Fall sind die betroffenen Bauteile in der Regel auszutauschen.
Es ist jedoch auch beispielsweise möglich, dass sich das Leergewicht eines Lkw durch eine fachmännische Rahmenreparatur erhöht und damit die Nutzlast sinkt. Das stellt dann eine technische Wertminderung dar.

## Berechnung
Der BGH hat Grundsätze zu Ermittlung des Minderwertes aufgestellt und verlangt, dass der Minderwert insbesondere unter kontinuierlicher Beobachtung des regionalen und überregionalen Marktes festgestellt werden soll. Er hat die Berechnungsmethode von Ruhkopf-Sahm stets als sachgerecht bezeichnet, die auch andere Gerichte anwenden. Nach dieser Methode ist der Minderwert ein prozentualer Anteil der Summe von Wiederbeschaffungswert und voraussichtlichen Reparaturkosten.
Danach beträgt der Minderwert x % der Summe von Wiederbeschaffungswert und Reparaturkosten. Soweit das Verhältnis der Reparaturkosten zum Wiederbeschaffungswert im 3. und 4. Zulassungsjahr etwa zwischen 60 und 90 % liegt, beträgt der Faktor x gemäß der vorbezeichneten Berechnungsmethode gleich 5. Liegt das Verhältnis bei 30–60 %, beträgt der Faktor 4 und darunter 3.
Ergänzend ist hier von einem zeitgeschichtlichen Kuriosum der Ruhkopf-Formel zu berichten: In der gängigen Rechtsprechung wird die Bagatellschadengrenze mit 10 %–40 % des Zeitwertes interpretiert. Dem liegt ein Druckfehler in der Veröffentlichung vom 1. Juli 1962 zugrunde. Ursprünglich war hier jedoch der Neuwert gemeint, dies wurde explizit von Ing. Karl Hans Sahm in einer Stellungnahme vom 17. April 1970 erklärt. Jedoch fand dieser Nachtrag zu keinem Zeitpunkt mehr Eingang in die praktische Berechnung noch Rechtsprechung.
Dieses Schema wurde jedoch seit 1962 nicht mehr angepasst und überarbeitet und wird zusehends von den Instanzgerichten als überholt angesehen. Es berücksichtigt die neueren Entwicklungen auf dem Reparatursektor (Tauschen statt Richten) nicht und enthält keine Beurteilung des Verhältnisses der Arbeitskosten zu den Materialkosten. Die Sachverständigenorganisation DEKRA beispielsweise wendet die Methode Ruhkopf-Sahm grundsätzlich nicht mehr an, sondern bevorzugt die Methode Halbgewachs (Der merkantile Minderwert, begr. v. E.Halbgewachs, (Zeisberger/Neugebauer-Püster), 13. Aufl.). Diese berechnet die obere Bemessungsgrenze des merkantilen Minderwertes aus dem Neupreis (UPE) und dem Veräußerungswert des Fahrzeugs, dem Alter und der Laufleistung, den Gesamtreparaturkosten sowie Lohn- und Ersatzteilkosten. Auch Vorschäden und die Anzahl der Vorbesitzer sind bei Verwendung dieser Methode zu berücksichtigen. Daneben existieren noch andere Methoden, wie z. B. das sog. Hamburger Modell, eine Methode zur Schätzung des merkantilen Minderwerts von Fahrzeugen, und die des BVSK (Bundesverband der freiberuflichen und unabhängigen Sachverständigen für das Kraftfahrzeugwesen e. V.). Keine Methode hat sich bisher als verbindlich durchgesetzt.
2012 wurde von Helmut Zeisberger (Dekra) eine weitere Berechnungsmethode, die Marktrelevanz- und Faktorenmethode (MFM), veröffentlicht. Damit soll eine zeitgemäße Methode zur rechnerischen Unterstützung bei der Ermittlung des merkantilen Minderwerts zur Verfügung stehen. Dabei werden von dieser Methode sowohl rechtliche als auch technische Gegebenheiten, mögliche Marktveränderungen ebenso wie Fahrzeugbesonderheiten und fortschreitende technische Entwicklungen berücksichtigt.
Auf minderwert.de wird der Verlauf des merkantilen Minderwert für die Parameter Reparaturkosten, Fahrzeugwert und Fahrzeugalter grafisch dargestellt. Die Darstellung stellt zusätzlich unterschiedliche Berechnungsmethoden grafisch gegenüber.

## International
Belgien:
Wertminderung kommt in Betracht, wenn das Fahrzeug nicht älter als ein Jahr ist und ein schwerer Schaden vorliegt.
Österreich:
Es stehen im Wesentlichen drei Formeln zur Verfügung, mit denen die merkantile Wertminderung berechnet werden kann.
Die sog. Verbandsformel, eine Methode die vom "Verband der Versicherungsunternehmungen Österreichs" angewendet wird, wurde Ende der 1970er Jahre entwickelt. Sie ist mathematisch einfach und lehnt sich an die Formel von Ruhkopf-Sahm (1962) an. Das Alter und die Reparaturkosten sind wesentliche Parameter.
Die Sacher-Wielke-Formel wurde von den beiden Gerichtssachverständigen Sacher und Wielke entwickelt und wird seit den 1980er Jahren vor allem in Gerichtsverfahren angewendet. Sie wird dem sich ändernden Konsumverhalten laufend angepasst und perfektioniert. Das nach österreichischer Judikatur als rechtliche Prämisse zugrunde liegende „Misstrauen und Unbehagen“ eines potenziellen Käufers vorbeschädigten, wenn auch ordnungsgemäß reparierten Fahrzeugen gegenüber schränkt den Käuferkreis ein. Daher tritt für höchstens vier bis fünf Jahre alte Fahrzeuge (ohne starre Alters- oder Kilometerbegrenzung) mit maximal einem Vorschaden durch ein schädigendes Ereignis eine „merkantile Wertminderung“ ein. Faktoren der Bewertung sind Fahrzeugalter, Besitzeranzahl, Laufleistung, Art und Umfang der Beschädigung, Vorschäden (Schäden an lackierten Stoßstangen bleiben unberücksichtigt), Lackierungskosten und Marktgängigkeit (Jahresabwertung).
Die zugrunde liegenden Ideen und der mathematische Algorithmus können dem Handbuch zur Sacher-Wielke-Formel entnommen werden. Ein Artikel, der sich mit wesentlichen neueren Entwicklungen befasst, wurde von den Gerichtssachverständigen Kamelreiter, Kersche und Wielke in der Zeitschrift für Verkehrsrecht 1/2011 publiziert. Die Formel ist dem Problem entsprechend mathematisch komplex und aktuell (kostenlose Downloadmöglichkeit siehe Weblinks). Drei andere Gerichtssachverständige vertraten in derselben Zeitschrift hingegen die Auffassung, dass die Sacher-Wielke-Formel mangelhaft sei, die Ermittlung der merkantilen Wertminderung keine unfallanalytische Problemstellung darstelle und die Salzburger Formel vorzuziehen sei.
Im Jahr 2010 wurde mit der Salzburger Formel von einer Gruppe unabhängiger Gerichts-Sachverständiger für Kfz-Reparaturen und -Bewertungen aus ganz Österreich eine neue Methode zur Quantifizierung der merkantilen Wertminderung entwickelt, die vor allem den Verschleißzustand des Fahrzeuges in den Mittelpunkt der Betrachtungen stellt und sich durch den Wegfall von fixen Alters- und Laufleistungsgrenzen auszeichnet, womit der neueren Rechtsprechung zur merkantilen Wertminderung Rechnung getragen wurde. Die theoretischen Grundlagen der Salzburger Formel wurden in einem umfassenden Fachartikel in der Zeitschrift für Verkehrsrecht (Kodek/Ottlyk/Pfeffer, Die Salzburger Formel, ZVR 2010, S. 286f) veröffentlicht. Mittlerweile wird die Salzburger Formel sowohl bei Gericht als auch außergerichtlich in ganz Österreich verwendet und hat sich als modernstes Instrument zur Ermittlung der merkantilen Wertminderung durchgesetzt. Im Jahr 2014 wurde die Salzburger Formel in die Sachverständigen-Software KFZ5 von Audatex-GTL-Data aufgenommen. Für die Wertminderungsberechnung von Motorrädern steht mit der Freitag-Pfeffer-Formel eine speziell für Zweiräder abgeleitete Variante der Salzburger Formel zur Verfügung. Seit 2013 ist die Salzburger Formel auch für LKW verfügbar.
Schweiz:
Wertminderung wird nur bei Kraftfahrzeugen gezahlt, die noch einen Zeitwert von mind. 60 % des Neuwertes haben, neueren Baujahrs sind und schwer beschädigt wurden. Die Höhe der Wertminderung wird vom Sachverständigen ermittelt.